# Кордайский ветер

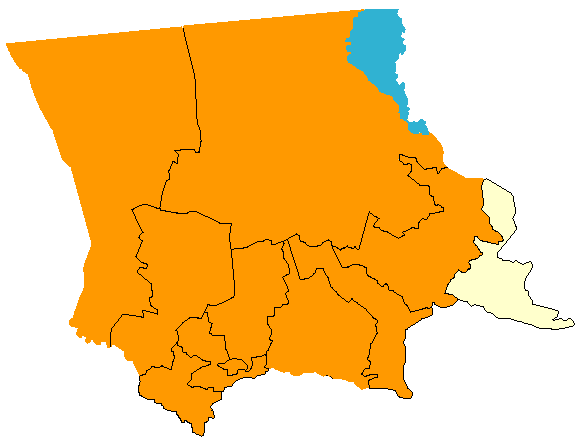
Кордайский район — место где дует Кордайский ветер зимой, представляющий собой разновидность бора

Кордайский ветер — характерный местный ветер,  возникающий над Кордайским перевалом, расположенным на юго-востоке Жамбылской области Казахстана. Возникновение и усиление кордайского ветра связано со сжатием воздушного потока в долине между г. Киндиктас и хр. Жетыжол. Максимальная скорость летом — 28 м/с, весной и осенью — 34 м/с. Зимой, в период господства сибирского антициклона и движений северо-западных потоков холодного воздуха в направлении вдоль горного перевала, отмечается наибольшее усиление Кордайского ветра. Скорость ветра в этот период достигает 40 м/с (144 км/час). Природа данного явления легко объяснима. Именно зимой сильный, холодный, порывистый местный кордайский ветер возникает, когда поток холодного воздуха Сибирского антициклона встречает на своём пути возвышенность, заполняет чашу у её северного склона со стороны Алматинской области, а затем, преодолевая невысокое препятствие у перевалов Чу-Илийских гор, с огромной силой обрушивается на более тёплую Чуйскую долину. Кордайский ветер,  как и бора, разновидностью которого он и является,  дует в течение 2—4 дней, иногда 10—15 дней.

## Использование в энергетике

Схема возникновения боры

Горная Кордайская ВЭС мощностью 1,5 МВт была запущена на Кордайском перевале в Жамбылской области Казахстана в 2011 году. Высота площадки — 1 200 метров над уровнем моря. Среднегодовая скорость ветра — 5,9 м/сек. В 2014 году количество ветротурбин «Vista International» мощностью по 1,0 МВт на «Кордайской ВЭС» было доведено до 9 агрегатов при проектной мощности 21 МВт.. В октябре 2016 года число агрегатов Кордайской ВЭС достигло 40.